# Fleury, Aude
Fleury en occitan Fluris, là một xã của Pháp, nằm ở tỉnh Aude trong vùng Occitanie.
Người dân địa phương trong tiếng Pháp gọi là Pérignanais.

## Hành chính
| Danh sách các xã trưởng                |           |                 |      |         |
| Giai đoạn                              | Giai đoạn | Tên             | Đảng | Tư cách |
| tháng 3 năm 2008                       | 2014      | Guy Sie         |      |         |
| tháng 3 năm 2001                       | 2008      | Alain Sablairol |      |         |
| Tất cả các dữ liệu trước đây không rõ. |           |                 |      |         |

## Thông tin nhân khẩu
| Năm | 1962  | 1968  | 1975  | 1982  | 1990  | 1999  |
| --- | ----- | ----- | ----- | ----- | ----- | ----- |
| Dân số | 2 014 | 2 030 | 1 877 | 2 027 | 2 264 | 2 547 |
| From the year 1962 on: No double counting—residents of multiple communes (e.g. students and military personnel) are counted only once. |       |       |       |       |       |       |

## Nhân vật nổi bật
- Jean Hercule de Rosset de Rocozels de Fleury